# Ałeksandar Wasoski
Ałeksandar Wasoski (Александар Васоски; ur. 27 listopada 1979 w Skopju) – macedoński piłkarz i trener.

## Kariera
Ałeksandar Wasoski zaczynał swoją karierę w młodzieżowych drużynach klubów ze Skopja – FK Skopje, Metałurga i Wardaru. W macedońskiej Prwej Lidze zadebiutował w sezonie 1999/2000. Nie mógł się jednak przebić do podstawowej jedenastki, i śladem innych rezerwowych klubu z Gradskiego Stadionu przeniósł się do lokalnego rywala, Cementarnicy Skopje, w której ogrywało się wielu graczy stanowiących później o sile Wardaru.
W Cementarnicy grał do sezonu 2000/2001 włącznie, występując u boku takich zawodników jak Igor Kralewski, Włatko Grozdanowski czy Riste Naumow. W dwóch sezonach uplasował się z Cementarnicą na 5 i 7. miejscu w lidze. Ostatecznie Wardar upomniał się o rosłego (1.82 wzrostu) obrońcę i sezon 2001/2002 Wasoski spędził już w Vardarze, zdobywając z nim mistrzostwo Macedonii. W sezonie 2002/2003 ponownie zdobył z ekipą z Gradskiego Stadionu mistrzostwo, a w meczu 24 kolejki, przeciwko Pobedzie Prilep, strzelił swojego pierwszego gola w lidze macedońskiej. Sezon 2003/2004 nie był już tak dobry, dosyć niespodziewanie po mistrzostwo kraju sięgnęła Pobeda Prilep, podczas gdy Vardar zajął dopiero 3. miejsce. 4 września 2004 r. w meczu przeciw Rumunii w Bukareszcie Ałeksandar Wasoski zdobył (główką po rzucie różnym) swego pierwszego gola w reprezentacji. To spotkanie Macedonia przegrała jednak 1-2. Runda jesienna sezonu 2004/2005 była jedną z najlepszych dla 25-letniego wówczas obrońcy. Zdobył 7 goli i grał bardzo pewnie w obronie, co zaowocowało w przerwie zimowej ofertą transferu do niemieckiego Eintrachtu Frankfurt – Wasoski odszedł do Niemiec za 200.000 euro, z czego 40% Vardar oddał na mocy klauzuli we wcześniejszej umowie Cementarnicy Skopje, lokalnemu rywalowi i poprzedniemu pracodawcy Wasoskiego.
Macedończyk dołączył w niemieckim klubie do swego rodaka, bramkarza Oki Nikołowa. W rundzie wiosennej sezonu 2004/2005 Wasoski pojawiał się już na boiskach 2. Bundesligi dosyć często, a jego zespół zajął 3. miejsce w tabeli i awansował do 1. Bundesligi. W sezonie 2005/2006 był już pewniakiem w defensywie beniaminka, który ostatecznie zajął 14. miejsce w tabeli, ale dzięki grze w finale Pucharu Niemiec zapewnił sobie grę w Pucharze UEFA 2006/2007. W meczu I rundy przeciwko IF Brøndby Wasoski zdobył 2 gole, co jest jego najlepszym dotychczasowym osiągnięciem strzeleckim w karierze.
| Sezon     | Klub                | Kraj               | Rozgrywki            | Mecze | Bramki |
| --------- | ------------------- | ------------------ | -------------------- | ----- | ------ |
| 1999/2000 | Wardar Skopje       | Macedonia Północna | Macedonska Prva Liga | 5     | 0      |
| 1999/2000 | Cementarnica Skopje | Macedonia Północna | Macedonska Prva Liga | 22    | 0      |
| 2000/2001 | Cementarnica Skopje | Macedonia Północna | Macedonska Prva Liga | 19    | 0      |
| 2001/2002 | Wardar Skopje       | Macedonia Północna | Macedonska Prva Liga | 19    | 0      |
| 2002/2003 | Wardar Skopje       | Macedonia Północna | Macedonska Prva Liga | 29    | 3      |
| 2003/2004 | Wardar Skopje       | Macedonia Północna | Macedonska Prva Liga | 26    | 0      |
| 2004/2005 | Wardar Skopje       | Macedonia Północna | Macedonska Prva Liga | 15    | 7      |
| 2004/2005 | Eintracht Frankfurt | Niemcy             | 2. Bundesliga        | 15    | 0      |
| 2005/2006 | Eintracht Frankfurt | Niemcy             | 1. Bundesliga        | 33    | 1      |
| 2006/2007 | Eintracht Frankfurt | Niemcy             | 1. Bundesliga        | 26    | 2      |
| 2007/2008 | Eintracht Frankfurt | Niemcy             | 1. Bundesliga        | 5     | 0      |
| 2008/2009 | Eintracht Frankfurt | Niemcy             | 1. Bundesliga        | 1     | 0      |
| 2009/2010 | Eintracht Frankfurt | Niemcy             | 1. Bundesliga        | 7     | 0      |
| 2010/2011 | Eintracht Frankfurt | Niemcy             | 1. Bundesliga        | –     |        |